# 신영규
신영규(申英奎, 1942년 3월 30일~1996년 3월 18일)는 조선민주주의인민공화국의 축구 선수이다. 1966년 FIFA 월드컵에 조선민주주의인민공화국 국가대표팀 선수로 출전하였다.